# 日野美澄
日野 美澄（ひの よしずみ、1934年9月21日 - ）は、徳島県出身のプロ野球選手。ポジションは内野手。

## 来歴・人物
鳴門高等学校では、同期のアンダースロー栗橋博（法大）とともに甲子園に4回出場。1950年夏の選手権に控え内野手としてベンチ入り、決勝まで進むが松山東高に敗退。1951年の春の選抜では三塁手として決勝に進み、後に大学同期となるエース中田昌宏を擁する鳴尾高との接戦を制し優勝。1年上のチームメートに遊撃手の大久保英男がいた。同年夏は南四国大会準決勝で高知商に敗退。翌1952年の春の選抜にも遊撃手として連続出場。この大会でも決勝に進むが、静岡商の田所善治郎に完封を喫し準優勝にとどまる。同年の夏の選手権は2回戦で松山商の空谷泰に抑えられ敗退した。
卒業後は慶應義塾大学へ進学し、1年生の春から東京六大学野球リーグに出場。1954年春季リーグで打率.382の好成績をあげ首位打者を獲得。1956年秋季リーグは1年下のエース林薫、2年生左腕の巽一を擁し優勝を飾る。同季はベストナイン（遊撃手）にも選出された。リーグ通算90試合出場、306打数77安打、打率.252、0本塁打、36打点、11盗塁。中田以外の大学同期に衆樹資宏がいる。
1957年に中日ドラゴンズに入団。１年目から一軍に上がり、内野手として10試合に起用される。6月20日には遊撃手、七番打者として初先発出場。翌1958年は29試合に出場。遊撃手、二塁手として5試合に先発するが、打撃成績は低迷し同年限りで現役引退。
引退後は社会人野球に転じ、大昭和製紙、日本コロムビアで活躍した。

## 詳細情報

### 年度別打撃成績
| 年 度     | 球 団     | 試 合 | 打 席 | 打 数 | 得 点 | 安 打 | 二 塁 打 | 三 塁 打 | 本 塁 打 | 塁 打 | 打 点 | 盗 塁 | 盗 塁 死 | 犠 打 | 犠 飛 | 四 球 | 敬 遠 | 死 球 | 三 振 | 併 殺 打 | 打 率 | 出 塁 率 | 長 打 率 | O P S |
| --------- | --------- | ----- | ----- | ----- | ----- | ----- | -------- | -------- | -------- | ----- | ----- | ----- | -------- | ----- | ----- | ----- | ----- | ----- | ----- | -------- | ----- | -------- | -------- | ----- |
| 1957      | 中日      | 10    | 19    | 17    | 2     | 3     | 0        | 0        | 0        | 3     | 4     | 0     | 0        | 0     | 1     | 1     | 0     | 0     | 4     | 0        | .176  | .222     | .176     | .399  |
| 1958      | 中日      | 29    | 35    | 33    | 5     | 4     | 1        | 0        | 0        | 5     | 1     | 1     | 0        | 0     | 0     | 2     | 1     | 0     | 12    | 1        | .121  | .171     | .152     | .323  |
| 通算：2年 | 通算：2年 | 39    | 54    | 50    | 7     | 7     | 1        | 0        | 0        | 8     | 5     | 1     | 0        | 0     | 1     | 3     | 1     | 0     | 16    | 1        | .140  | .185     | .160     | .345  |

### 背番号
- 14（1957年 - 1958年）